# Björkör (Saltvik, Åland)
Björkör är ett skär i Saltviks kommun på  Åland (Finland). Det ligger i Skärgårdshavet och i kommunen Saltvik i landskapet Åland, i den sydvästra delen av landet. Ön ligger omkring 44 kilometer norr om Mariehamn och omkring 260 kilometer väster om Helsingfors.
Öns area är 5,6 hektar och dess största längd är 270 meter i öst-västlig riktning.
Terrängen på Björkör är platt och består huvudsakligen av kala berghällar med enstaka buskar och lågväxta träd i skrevorna. Den norra delen av skäret är uppbruten av flera hällkar.
På Björkör finns ett hus. Här finns också en gammal labyrint.